# Берхили, Хамид
Хами́д Берхили́ (араб. حميد برحلي‎; род. 14 мая 1964) — марокканский боксёр, представитель наилегчайших весовых категорий. Выступал за сборную Марокко по боксу в 1990-х годах, бронзовый призёр чемпионата мира, чемпион Африки, обладатель бронзовой медали Средиземноморских игр, участник двух летних Олимпийских игр.

## Биография
Хамид Берхили родился 14 мая 1964 года.
Дебютировал на международной арене в сезоне 1991 года, когда вошёл в состав марокканской национальной сборной и выступил на международном турнире «Трофео Италия» в Венеции, где остановился на стадии четвертьфиналов первой наилегчайшей весовой категории.
Благодаря череде удачных выступлений удостоился права защищать честь страны на летних Олимпийских играх 1992 года в Барселоне, однако уже в стартовом поединке категории до 51 кг со счётом 4:10 потерпел поражение от датчанина Йеспера Йенсена и сразу же выбыл из борьбы за медали.
После барселонской Олимпиады Берхили остался в составе боксёрской команды Марокко и продолжил принимать участие в крупнейших международных соревнованиях. Так, в 1993 году он побывал на Средиземноморских играх в Нарбоне, откуда привёз награду бронзового достоинства, выигранную в первом наилегчайшем весе.
В 1994 году одержал победу на чемпионате Африки в Йоханнесбурге, выступил на Кубке мира в Бангкоке и на международном турнире «Трофео Италия».
На чемпионате мира 1995 года в Берлине завоевал бронзовую медаль в первом наилегчайшем весе, уступив в полуфинале болгарину Даниелу Петрову.
В 1996 году занял первое место на африканской олимпийской квалификации и тем самым прошёл отбор на Олимпийские игры в Атланте — в категории до 48 кг благополучно прошёл первых двоих соперников по турнирной сетке, тогда как в третьем четвертьфинальном бою со счётом 10:20 проиграл филиппинцу Мансуэто Веласко.